# كفر أبو الديب
قرية كفر أبوالديب هي إحدى القرى التابعة لمركز الإبراهيمية في محافظة الشرقية في جمهورية مصر العربية. حسب إحصاءات سنة 2006، بلغ إجمالي السكان في كفر أبوالديب 8923 نسمة، منهم 4553 رجل و4370 امرأة.